# Petelovo, Kărdjali
Petelovo (în bulgară Петелово) este un sat în comuna Cernoocene, regiunea Kărdjali,  Bulgaria. 

## Demografie
Componența etnică a satului Petelovo
     Turci (24,17%)
     Bulgari (7,69%)
     Nicio identificare (68,13%)
     Altele (0%)
La recensământul din 2011, populația satului Petelovo era de 273 locuitori. Nu există o etnie majoritară, locuitorii fiind turci (24,17%) și bulgari (7,69%). Pentru 68,13% din locuitori nu este cunoscută apartenența etnică.